# Johann Christoph Stelzhammer
Johann Christoph Stelzhammer (* 29. August 1750 in Unterweißenbach; † 10. Oktober 1840 in Linz) war ein österreichischer katholischer Geistlicher, Physiker und Hochschullehrer.

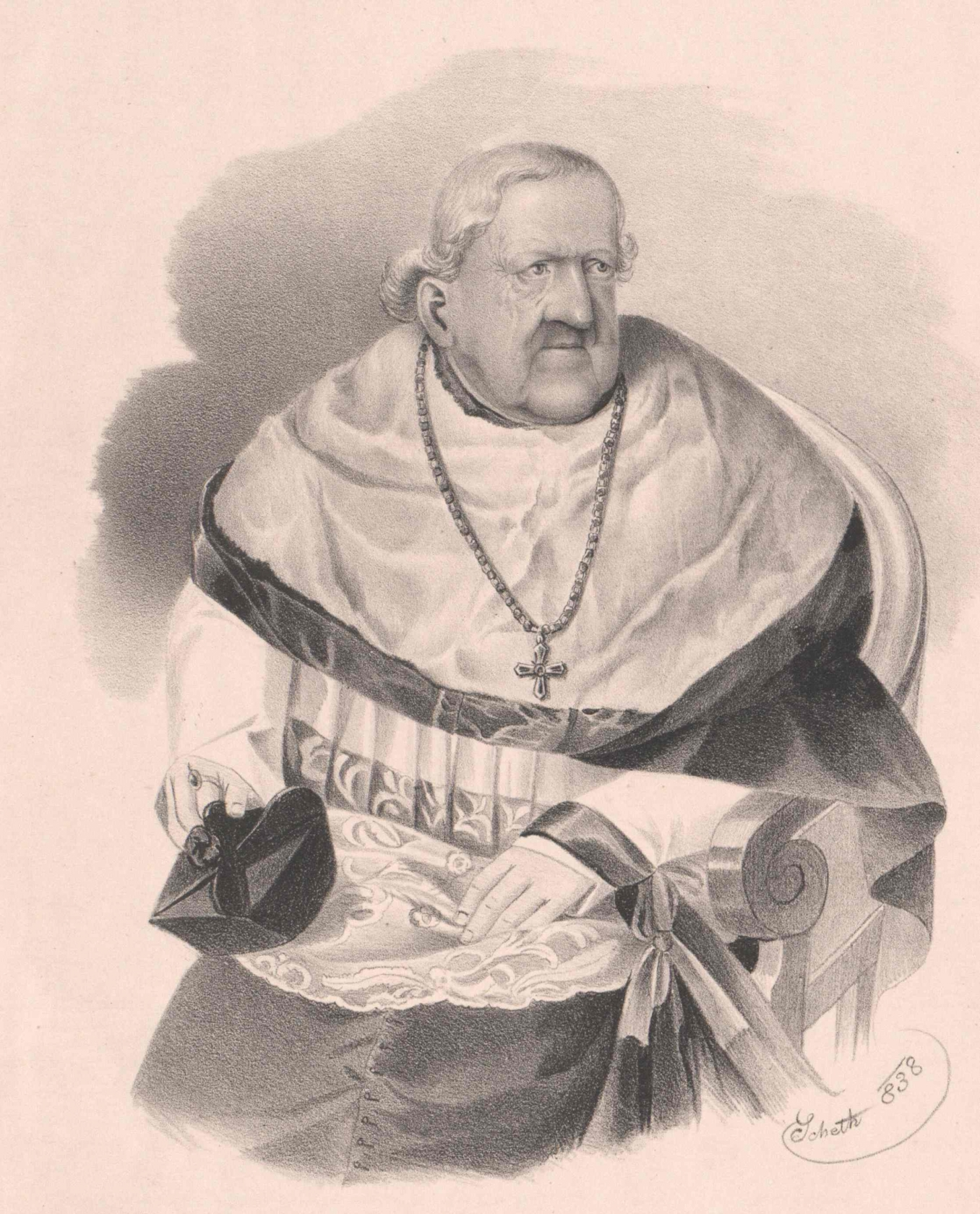
Lithografie von Georg Scheth (1838)

## Leben
Johann Christoph Stelzhammer wurde als Sohn des Johann Paul Stelzhammer Verwalter der Herrschaften Sallaburg und Zellhof, und dessen Ehefrau Maria Eva Theres, geb. Baumbach, geboren. Sein Neffe war Ferdinand von Stelzhammer (1797–1858), Unterstaatssekretär im Justizministerium.
Nachdem seine Eltern 1753 nach Linz zogen, wuchs er dort auf und besuchte das Lyzeum Linz und begann dort auch anschließend sein Studium. 1768 fertigte er seine Dissertation in der Philosophie, die er dem Dienstherrn seiner Eltern, dem Grafen Christoph von Salburg (1728–1774), widmete; dieser war auch sein Taufpate. 1769 trat er bei St. Anna in Wien in den Jesuitenorden ein, in dem sich sein Bruder Paul bereits seit 1764 befand.
1771 wurde er in das akademische Kollegium der Universität Wien aufgenommen und erhielt dort die Niederen Weihen und die philosophische Doktorwürde verliehen.
Er studierte anfangs an der Lateinschule Leoben, danach in Graz noch ein Jahr Mathematik und wurde einem Astronomen als Gehilfe zugeteilt, bis er 1773 als Lehrer der ersten Grammatikklasse nach Laibach kam, dort verließ er, aufgrund der Aufhebung des Jesuitenordens, diesen, nachdem er eine kleine Ablösesumme erhalten hatte, ohne vorher noch die höheren Weihen zu bekommen.
Er ging nach Linz und erhielt die Lehrerstelle der Humanitätsklasse, die er zwei Jahre behielt. Er folgte dem Rat von Freunden und ging nach Wien, um dort an der Universität Theologie zu studieren, hierfür hielt er zum Bestreiten seines Lebensunterhaltes Privatunterricht. Nach Beendigung der Studien wollte er die theologische Doktorwürde nach der früher vorgeschriebenen Weise erlangen, jedoch hatte der Prälat Franz Stephan Rautenstrauch (1734–1785) einen neuen Studienplan entworfen, den die Kaiserin Maria Theresia auch sofort einführen ließ, darauf fügte er sich den neuen Anordnungen und erhielt 1783 als Erster nach der neuen Verordnung die theologische Doktorwürde.
1776 erteilte ihm der Weihbischof von Passau die Priesterweihe; vor dem Wiener Ordinariat erbat er sich die Erlaubnis in Wien zu bleiben und in der Universitätsbibliothek unentgeltlich arbeiten zu dürfen. Sein Antrag wurde angenommen und so begann er über die aus den aufgehobenen Klöstern überlassenen Büchern Kataloge anzufertigen. Seine Hoffnung, dass seine unbezahlte Anstellung in eine bezahlte umgewandelt werde, sank nach einigen Personalveränderungen, so dass er in den folgenden zwei Jahren zu seinem Lebensunterhalt weiter Privatunterricht geben musste. Durch seinen Privatunterricht begann er sich für die Physik zu interessieren und er besuchte die Vorträge des Franz Güssmann, die ihn so fesselten, dass er sich entschloss, Physik zu studieren. Nach Beendigung des Studiums wurde er 1792 als Professor der Physik am Lyzeum Klagenfurt angestellt; dort fand er in dem späteren Fürstbischof von Linz, Sigismund Ernst Hohenwart, einen wohlwollenden Gönner, der ihn zu naturgeschichtlichen Studien anspornte.
1796 folgte er einer Einladung des Professors der Mathematik, Georg Ignaz von Metzburg, ihn nach Westgalizien zu begleiten und ihm bei der trigonometrischen Aufnahme des Landes behilflich zu sein; im November 1796 kehrte er in sein Lehramt nach Klagenfurt zurück. Zu dieser Zeit verstarb sein Bruder, der nach der Aufhebung des Jesuitenordens Rechtswissenschaften studiert hatte und inzwischen als Hofrat bei der obersten Justizstelle angestellt war. Um der Familie wieder nah zu sein, bat Johann Christoph Stelzhammer um die Versetzung nach Wien und bewarb sich um eine Anstellung an der theresianischen Ritterakademie und erhielt diese mit der Anwartschaft auf die bald freiwerdende Professur der Experimentalphysik und der Theologie. Nach der Eröffnung der Akademie stand er zuerst der Abteilung der Rechtskandidaten als Präfekt vor, übernahm aber schon kurz darauf die Vorlesungen über Montanistik und Mineralogie. In dieser Stellung richtete er den mineralogischen Saal neu ein und unternahm 1798 eine Reise in verschiedene ungarische Bergstädte, um den Saal den Forderungen der Zeit entsprechend auszustatten. Nachdem er fünf Jahre lang Vorlesungen in den genannten Fächern gehalten hatte, wurde er zum ordentlichen Professor der theresianischen Akademie ernannt. Die Wiener Hochschule erwählte ihn 1798 zum Dekan der theologischen Fakultät und später zum Notar.
In den Herbstferien 1800 wurde er an den Hof des Ferdinand Karl von Österreich-Este nach Wiener Neustadt gerufen, um den Erzherzögen Franz und Maximilian zu den neusten Versuchen aus der Chemie vorzutragen, diesen Vorträgen wohnte später auch der Erzherzog Ferdinand bei; später hielt er in Wien dem Erzherzog Karl Ambrosius, späterer Primas von Ungarn, Vorträge aus der ganzen Naturlehre.
Nachdem 1806 die Stelle des Kustos beim vereinigten physikalischen und naturhistorischem Kabinett, dessen Direktor Andreas Stütz (1747–1806) war, frei wurde, bewarb sich Johann Christoph Stelzhammer als Nachfolger und erhielt dieses Amt unter der Bedingung, weiterhin Vorträge an der theresianischen Ritterakademie zu lesen; er hielt seine physikalischen Vorträge auch dann noch, als die Akademie an die Priester der frommen Schulen übergegangen war. Allerdings wurde das Kabinett geteilt und er erhielt die Leitung des Physikalisch-astronomischen Kabinetts sowie den astronomischen Turm im Schweizerhof der Hofburg, dorthin wurde dann auch 1810 das Kabinett verlegt und Johann Christoph Stelzhammer gleichzeitig eine Wohnung vor Ort eingeräumt. Er trug im Kabinett dem gesamten kaiserlichen Hof zwei Jahre lang an den Winterabenden zu den neuesten Versuchen aus der Naturlehre vor, an denen auch der Kaiser Franz II. teilnahm. Später hielt er diese Vorträge den Erzherzoginnen Leopoldine und Klementine, an denen auch die Kaiserin Maria Ludovika teilnahm. Weiterhin hielt er Vorträge zur Naturlehre am 1816 errichteten Polytechnischen Institut, bis der eigentliche Professor übernehmen konnte. Einer seiner Gehilfen im Kabinett war der für seine Flugversuche berühmt gewordene Jakob Degen.
An der theresianischen Ritterakademie gingen die Vorträge, die er bisher gehalten hatte, an die Priester der frommen Schulen über und er behielt nur noch die Aufsicht über das Physikalisch-astronomische Kabinett, nachdem er dem Kronprinzen Erzherzog Ferdinand Vorlesungen über das Neueste aus der Natur- und Maschinenlehre gehalten hatte.
1816 wurde er Vizedirektor der theologischen Studien und übte dieses Amt bis 1834 aus; 1826 wurde er Rektor der Universität Wien sowie von dem Universitäts-Konsistorium zum Domherrn bei St. Stephan gewählt.
In seinen letzten Lebensjahren widmete er sich der Herausgabe der von ihm gegründeten und mitfinanzierten Kirchlichen Topographie des Erzherzogtums Österreichs (1819–1840), an der er trotz seiner zunehmenden Erblindung bis zum 18. Band mitarbeitete.
Johann Christoph Stelzhammer wurde in Linz bestattet und sein langjähriger Freund, der Linzer Bischof Gregor Thomas Ziegler, ließ in der Linzer Kathedrale eine Gedächtnistafel errichten.

## Schriften (Auswahl)
- Johann Christoph Stelzhammer; Jakob Degen: Beschreibung einer neuen Flugmaschine. Wien 1808.
- Ueber die Flugmaschine des Uhrmachers Jakob Degen in Wien. Artikel in den Annalen der Physik, Band 30, Nr. 9 (1808). S. 1–11.
- Fortgesetzte Nachrichten von den Versuchen des Uhrmachers Degen in Wien mit seiner Flugmaschine. Artikel in den Annalen der Physik, Band 31 Nr. 2 (1809). S. 192–203.
- Historische und topographische Darstellung der Pfarren, Stifte, Klöster, milden Stiftungen u. Denkmäler im Erzherzogthum Oesterreich. Wien Doll 1825.
- Beylage zur Beschreibung der Degenschen Flugmaschine. Vienna, 1810.
- Jakob Degens erstes Aufsteigen mit der Flugmaschine in Verbindung mit dem Luftballe ohne Leitschnur: unternommen in Gegenwart und auf Kosten Sr. Majestät des Kaisers dem 6. September 1819 auf dem Parke des k.k. Lustschlosses zu Laxenburg. Wien: Degensche Buchdr., 1810.
- Über die Vorteile, die Einrichtung und den Gebrauch der papinischen Kochtöpfe. Wien Strauss 1812.
- Topographie des Erzherzogthums Oesterreich: oder Darstellung der Entstehung der Städte, Märkte, Dörfer und ihrer Schicksale: dann der Ruinen, Schlösser, und Edelsitze, und der noch möglichen Reihenfolge ihrer Besitzer. Wien: Benedikt, 1836.
- Topographie des Erzherzogthums Oesterreichs, oder Darstellung der Entstehung der Städte. Das gewesene Stift von St. Dorothea und die Pfarre Rossau mit der vom Lichtenthale. Wien: Wenedikt, 1836.
- Denkschrift für die Herren Degen, bürgerlichen Uhrmacher. Wien Strauss 1816.
- Bernhard Schwindel; Alois Groppenberger von Bergenstamm; Aloys Schützenberger; Johann Christoph Stelzhammer: Kirchliche Topographie von Österreich. Ein Beytrag zur Kirchen-, Staats- und Culturgeschichte des Landes. Wien, Gedruckt und im Verlage bey Anton Strauss; in Commission bey Anton Doll und Carl Schaumburg, 1819–40.
- Das Cisterzienser-Stift in Neustadt, die Nonnen des nähmlichen Ordens in Wien, mit einem Anhange. Wien 1836.